# HAT-P-24
HAT-P-24 är en ensam stjärna belägen i södra delen av stjärnbilden Tvillingarna. Den har en skenbar magnitud av ca 11,75 och kräver ett teleskop för att kunna observeras. Baserat på parallax enligt Gaia Data Release 3 på ca 2,42 mas beräknas den befinna sig på ett avstånd av ca 1 350 ljusår (ca 413 parsec) från solen. Den rör sig närmare solen med en heliocentrisk radialhastighet av ca -1 km/s. 
  

## Egenskaper
Primärstjärnan HAT-P-24 är en gul till vit stjärna i huvudserien av spektralklass F8 D. Den har en massa av ca 1,2 solmassa, en radie av ca 1,3 solradie och utsänder energi från dess fotosfär motsvarande ca 2,5 gånger solen vid en effektiv temperatur av ca 6&nbsp300 K. 

## Planetsystem
År 2010 tillkännagav HATNet-projektet upptäckten av en exoplanet i form av en gasjätte av Jupitertyp i omloppsbana runt denna stjärna. Efter beteckningsschemat som används av HATNet-projektet, betecknas stjärnan som HAT-P-24, och själva planeten HAT-P-24b. Planeten har en omloppsperiod på endast ca 3,4 dygn.
| Planet | Massa            | Halv storaxel (AE) | Siderisk omloppstid (d) | Excentricitet | Inklination          | Radie            |
| ------ | ---------------- | ------------------ | ----------------------- | ------------- | -------------------- | ---------------- |
| b      | 0,723 ± 0,030 MJ | 0,04651 ± 0,00055  | 3,3552479 ± 0,0000062   | <0,038        | 88,217 +0,716−0,693° | 1,364 ± 0,068 RJ |